# Tratado de Cooperação em Matéria de Patentes
O Tratado de Cooperação em Matéria de Patentes, ou PCT, foi firmado em 19 de junho de 1970, em Washington, D.C., com a finalidade de desenvolver o sistema de patentes e de transferência de tecnologia. Prevê basicamente meios de cooperação entre os países industrializados e os países em desenvolvimento. O PCT foi emendado em 1979 e modificado em 1984 e 2001. Até julho de 2000 são 108 países signatários do PCT. A atualização mais recente contabiliza 148 países participantes - denominados estados contratantes, todos membros da CUP - após a adesão da República Islâmica do Irã em 2013.
O PCT tem como objetivo simplificar, tornando mais eficaz e econômico, tanto para o usuário como para os órgãos governamentais encarregados na administração do sistema de patentes, o procedimento a seguir no caso de uma solicitação para proteção patentária em vários países.
O Brasil é signatário do PCT desde 9 de Abril de 1978.
O depósito do pedido através do referido Tratado, denominado “pedido internacional de patentes”, deve ser efetuado em nosso país nas recepções do INPI, em outros países membros do Tratado ou diretamente no escritório internacional em Genebra, e tal depósito terá efeito regular de um pedido nacional em todos os países signatários, caso  atendidas as formalidades e prazos prescritos no Tratado.
O pedido internacional sofrerá uma publicação internacional efetuada pelo escritório internacional na OMPI em uma das línguas prescritas para publicação, quais sejam: alemão, árabe, chinês, espanhol, francês, inglês, japonês e russo.
O depósito do pedido internacional se processa por duas fases: uma fase internacional e outra nacional. A fase internacional é referente ao depósito do pedido internacional e compreende dois capítulos. O capítulo I trata, principalmente, da elaboração do relatório de busca internacional – ISR - e do parecer de patenteabilidade – ISA 237. O capítulo II trata do relatório de exame preliminar internacional – IPER, quando solicitado pelo depositante no prazo de 22 (vinte e dois) meses contados da data da prioridade, ou do depósito. Esclarece-se que tais relatórios têm o objetivo de subsidiar o exame técnico dos pedidos realizados pelas repartições nacionais, e de ajudar os depositantes a decidir pela apresentação, ou não, do pedido na fase nacional. 
A fase nacional é obrigatória, sendo esta a confirmação do depósito internacional junto a cada estado contratante, que deverá ocorrer no prazo de 30 (trinta) meses a partir da data da prioridade unionista ou do depósito, através da apresentação do pedido internacional em idioma vernáculo de cada país. Caso não seja apresentado o pedido nas repartições nacionais no prazo e nas formalidades prescritas, esse será considerado retirado, excetuando-se quando for comprovada a sua não apresentação por justa causa. 